# 柏松 (歌手)
柏松（1990年11月25日—），本名马松，山东德州人，中国大陆创作歌手。

## 经历
柏松出生于山东省德州市，从小接触音乐，在高中和大学阶段尝试过音乐创作。2012年成为一名驻唱歌手。2017年发表原创歌曲《狼性》、《夺走我爱情的刺客》，由此进入演艺圈。
2019年，柏松凭借原创歌曲《世间美好与你环环相扣》获得关注。同年11月，签约美梦成真音乐。12月，参与“抖in美好三亚音乐盛典”、“抖in City城市美好生活节”演出，举办七城巡回音乐分享会。
2020年6月，推出首支中国风单曲《醉时梦里看花》。8月，参加CCTV《唱过夏天——2020流行音乐大型演唱会》。